# Білобородько Олександр Вікторович
Олекса́ндр Ві́кторович Білоборо́дько — майор Збройних сил України.
Після поранення майор Білобородько вміло керував підрозділом у часі евакуації поранених з-під артилерійського обстрілу. Знищивши засідку бойовиків, Білобородько вивів колону на територію, підконтрольну українським військам.

## Нагороди
14 листопада 2014 року за особисту мужність і героїзм, виявлені у захисті державного суверенітету та територіальної цілісності України, вірність військовій присязі під час російсько-української війни, відзначений — нагороджений орденом Богдана Хмельницького ІІІ ступеня.